# Remington Модель 17
В 1915 році  Джон Браунінг запатентував помпову рушницю з наступними особливостями: безкуркову, з неповним заряджанням, трубчастим магазином, з викидом гільз вниз та з можливістю розбирання. Згодом ця конструкція стала Remington Model 17. Незабаром права на виробництва були продані Remington Arms, але через Першу світову війну компанія Remington змогла розпочати виробництво лише в 1921 році. Перед початком виробництва Джон Петерсен вніс зміни в конструкцію, а пізніше Г. Х. Гаррісон вніс додаткові зміни. Модель 17 була вишуканою рушницею 20 калібру, яка послужила базою для трьох успішних дробовиків: Remington Model 31, Ithaca 37 та Browning BPS. Також особливості Модель 17 пізніше використали в рушницях Mossberg 500 та Remington 870.